# Mara Berni
Mara Berni (Brunate, Como, 12 de junio de 1932) es una actriz italiana de cine, teatro y televisión.

## Carrera
Nacida en Brunate, Berni debutó en el escenario como actriz infantil en la obra Compagnia dei Piccoli dirigida por Wanda Petrini. Después de estudiar piano y completar sus estudios, se inscribió en el taller de teatro celebrado en Milán por la actriz Teresa Franchini. Hizo su debut en la televisión como presentadora y obtuvo su primer papel en el cine en 1952, interpretando a una bailarina en La tratta delle bianche. Su reconocimiento llegó con Amore in città, en la que interpretó el segmento dirigido por Alberto Lattuada. 
Obtuvo un éxito personal en la crítica con el papel de Bianca Maria en la comedia all'italiana Buonanotte ... avvocato! de Giorgio Bianchi. Insatisfecha con el cine, que le ofreció sus papeles relacionados con su atractivo físico en lugar de sus habilidades de actuación, Berni enfocó su carrera en televisión durante varios años, protagonizando varios dramas y series exitosas. Se retiró del mundo del espectáculo a fines de la década de 1980, cuando se casó con un hombre de negocios de origen pakistaní.

## Filmografía parcial
- La tratta delle bianche (1952)
- L'amore in città (1953)
- Años fáciles (1953)
- It Happened at the Police Station (1954)
- La spiaggia (1954)
- Il seduttore (1954)
- Buonanotte... avvocato! (1955)
- El expreso de Andalucía (1956)
- Il moralista (1959)
- Juke box - Urli d'amore (1959)
- I cosacchi (1960)
- Il vigile (1960)
- Totò, Peppino e... la dolce vita (1961)
- Sansone (1961)
- Le ore dell'amore (1962)
- Maciste contro lo sceicco (1962)
- La furia di Ercole (1962)